# Баррі Вілкінс
Баррі Ві́лкінс (англ. Barry Wilkins; 28 лютого 1947, Торонто — 26 червня 2011, Чандлер) — канадський хокеїст, що грав на позиції захисника. У 1960-1970-х роках виступав у клубах НХЛ та ВХА. Відомий також тим, що став автором першого голу в історії «Ванкувер Канакс» у НХЛ (9 жовтня 1970 року). Вілкінс народився в Торонто, Онтаріо, а помер у віці 64 років від раку легень.

## Ігрова кар'єра
До складу «Бостон Брюїнс» перейшов ще підлітком й пройшов через усі щаблі молодіжної академії клубу, де його тренували Боббі Орр та Вейн Кешмен в Ошаві Дженералс. Був повернутий з молодіжної команди й у сезоні 1966/67 років дебютував у НХЛ, зіграв одну гру й повернувся до попередньої команді, де провів решту сезону. Протягом більшої частини наступних трьох сезонів виступав в Оклахома-Сіті-Блайзерс, нижчоліговому фарм-клубі бостонців, але став гравцем ще глибшого резерву «Брюїнс». Першим голом у НХЛ відзначився в своєму єдиному поєдинку в сезоні 1968/69 років, а в сезоні 1969/70 років зіграв 6 матчів за першу команду, яка зрештою виграла Кубок Стенлі.
Проте в сезоні 1969/70 років Вілкінс був основним захисником у клубі СХЛ «Оклахома Сіті», за підсумками цього сезону набрав 52 очки та «відсидів» 204 штрафні хвилини, а також був обраний «Ванкувер Канакс» у Розширеному драфті НХЛ 1970 року. Розпочав свою кар'єру в «Канакс» 9 жовтня 1970 року голом, який став першим взяттям воріт (один з п'яти, якими він відзначився того сезону) у своїй першій грі, проти «Лос-Анджелес Кінгс».

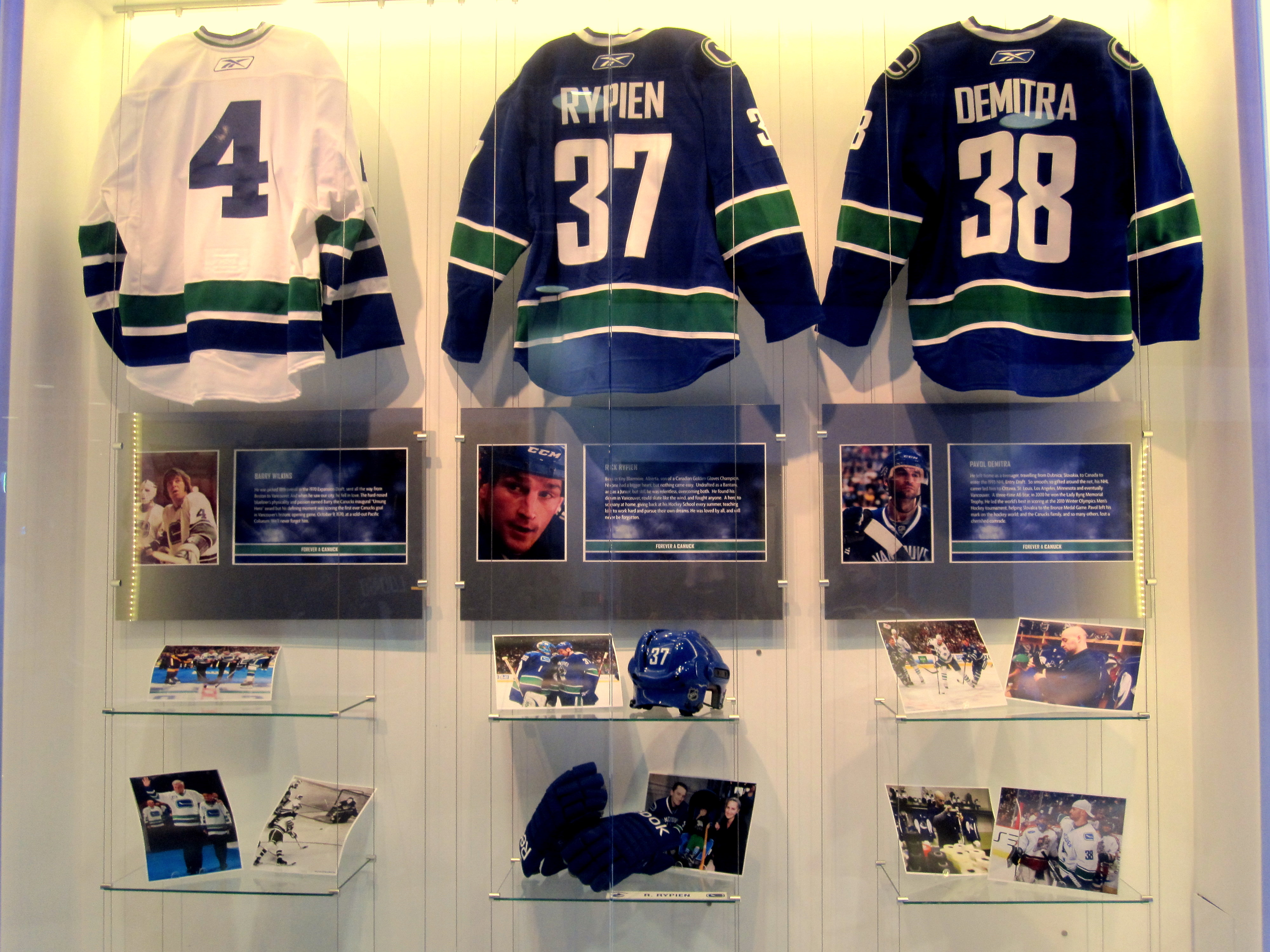
Після смерті Вілкінса в червні 2011 року, «Канукс» організували виставку, на якій продемонстрували його футболку (ліворуч), разом з іншими колишніми гравцями «Вінкувера» Ріком Рипіном та Паволом Демітрою, усі вони померли того ж року.

Вілкінс був одним з провідних захисників «Ванкувера» протягом перших декількох років виступу клубу в НХЛ. Після провального сезону 1971/72 років, провів прекрасний сезон 1972/73, в якому встановив особистий рекорд: відзначився 11-а голами у 28-и поєдинках та був названий найкращим захисником команди. У сезоні 1973/74 років встановив рекорд за кількістю гольових передач — 28 (й разом 3-ма голами набрав рекордні для себе 31 пункт), продовжуючи демонструвати найкращу гру та підтверджуючи реноме захисника, якого дуже важко пройти.
На початку сезону 1974/75 років Вілкінс перейшов до «Піттсбург Пінгвінс» в обмін на Еба ДіМарко (мол.), а Андре Будріа став останнім оригінальним гравцем «Канукс» (згодом все ж Уілкінс став цим гравцем останнього оригінального складу, який взяв участь в Розширеному драфті НХЛ 1970 року). У «Пітсбурзі» Вілкінс провів найкращий сезон у своїй кар'єрі за показниками атакувальних дій, зокрема він відзначився п'ятьма голами та 35 очок у 66 матчах за «Канукс» та «Пінгвінс». Солідно Вілкінс провів і сезон 1975/76 років, коли відзначився 27-а набараними очками в складі «Пінгвінс».
Проте кар'єра Вілкінса в НХЛ раптово завершилася, коли в сезоні 1976/77 років перейшов до клубу «Едмонтон Ойлерз» з ВХА. Провівши один сезон у складі «Ойлерз», наступний (1977/78) розпочав вже в «Індіанаполіс Рейсерз». Після цього провів ще один рік (1979) на провесіональному рівні в АХЛ, по завершенні якого вирішив закінчити професіональну кар'єру.
Загалом у НХЛ зіграв 418 матчів, відзначився 27-а голами та 125-а асистами, а також «відсидів» 665 штрафних хвилин. Також зіграв 130 матчів у ВХА, в яких відзначився 6-а голами та 45-а асистами, а також «відсидів» 154 штрафні хвилини.